# Nipolet
Ein Nipolet ist die Bezeichnung für ein Bauteil im Rohrleitungsbau.

## Verwendung
Mit dem Nipolet wird im Rohrsystem eine 90° Abzweigung von einem Rohr aus ermöglicht. Es wird als Alternative zum T-Stück hinzugezogen, falls dieses nicht eingesetzt werden kann. Es erfordert eine Bohrung im Rohr worin das Kopfende des Nipolets eingefasst bzw. eingeschweißt wird. Im Gegensatz zum Weldolet ist das Nipolet verlängert und ermöglicht somit eine leichtere Anpassung.